# Pinsà ala-roig asiàtic
El pinsà ala-roig asiàtic (Rhodopechys sanguineus) és una espècie d'ocell de la família dels fringíl·lids (Fringillidae) que habita zones rocoses amb vegetació dispersa al Líban, centre i est de Turquia, sud de Rússia, Caucas, Turquestan, Iran i nord de l'Afganistan.
El pinsà ala-roig de l'Atles, que viu a les Muntanyes de l'Atles, al Marroc al nord-est d'Algèria, havia estat considerat fins fa unes dècades part de la mateixa espècie.